# Control de hemorragias de emergencia
El control de hemorragias de emergencia describe las acciones que detienen el sangrado de un paciente que ha sufrido una herida traumática o tiene una condición médica que ha provocado una hemorragia.Muchas de las técnicas de control de hemorragias se enseñan como una parte de los primeros auxilios en todo el mundo. Sin embargo, algunas de las técnicas más avanzadas, como los torniquetes, son reservadas para el uso de profesionales de la salud, o como último recurso, para mitigar riesgos y una potencial pérdida de extremidades. Para tratar el sangrado de forma efectiva, es importante ser capaz de identificar rápidamente los tipos de heridas y los tipos de hemorragias.

## Tipos de heridas
Por lo general, las heridas son descritas de distintas maneras.Las descripciones pueden incluir el tamaño de la herida (longitud) y la anchura; características claramente visibles de la herida tales como su forma, si es abierta o cerrada; su origen, si es aguda o si es crónica. Los descriptores de heridas más comunes son:
Incisión: Bordes rectos en las paredes de la herida, como si hubiera sido cortada con un cuchillo.Estas pueden variar en tamaño y pueden ser causadas por distintos objetos, como un escalpelo, un cuchillo, cualquier tipo de metal afilado o un trozo de vidrio. Rara vez falta tejido en la zona de la herida, y las paredes de la misma pueden unirse sin dificultad de un lado a otro de la herida con el objetivo de cerrarla.
Laceración: Bordes irregulares en las paredes de la herida. Se parecen más un desgarro que a un corte.La dirección de la herida es más bien irregular y puede tener distintas bifurcaciones. La mayoría son causadas por un objeto con un borde serrado o roto, como un trozo roto de vidrio o metal, aunque también pueden ser causadas por un golpe con un objeto contundente en un tejido que tiene un hueso justo detrás.
Punción: Un objeto afilado penetra en el tejido y se desplaza hacia el interior, pero no se mueve lateralmente en ninguna dirección desde el punto de entrada. Este tipo de heridas pueden ser engañosas, ya que pueden parecer pequeñas en un examen superficial, pero extenderse de forma profunda en el cuerpo, llegando incluso a dañar nervios, vasos sanguíneos u órganos internos.Pueden causar un sangrado interno importante o lesiones secundarias, como un neumotórax que puede no ser evidente durante la evaluación primaria.En ocasiones, el objeto causante de la herida permanece en la herida como un objeto atravesado.Ejemplos de este tipo de heridas son: una herida por apuñalamiento con navaja u otro objeto punzante o una herida de bala. Los profesionales médicos se suelen referir a este tipo de herida como traumatismo penetrante.
Abrasión: Un raspado o un arañazoEn general, son algo superficiales y tan solo afectan a las capas externas de la epidermis. No se ven afectados ni los órganos internos, ni los nervios o los vasos sanguíneos, salvo los capilares.Pueden ser el resultado de una caída, o del deslizamiento (fricción) contra superficies duras.Un ejemplo de este tipo de heridas es la abrasión de asfalto por caídas de motociclistas.
Contusión: Hematoma simple. En este tipo de herida, los capilares de la epidermis y la dermis son dañadas sin fracturar la piel. La sangre brota de los vasos sanguíneos hacia los huecos entre las células o el espacio intersticial, causando inflamación y decoloración. Por lo general, la pérdida de sangre es escasa y no una consecuencia grave. Sin embargo, puede actuar como un indicador, señalando heridas más serias. 
Avulsión: Un tipo de herida de espesor total lacerante, normalmente con forma semicircular. Esto crea un colgajo que, al levantarlo, expone los tejidos más profundos a la vista, o los expulsa de la herida.Las avulsiones suelen ocurrir en accidentes mecánicos afectando a dedos (a veces denominadas degloving) o, de forma más seria, pueden afectar a la órbita del ojo o la cavidad abdominal, exponiendo las vísceras internas.Las avulsiones son difíciles de reparar, y ninguna avulsión debería ser considerada una herida menor.
Amputación: Se asemeja a una avulsión, aunque es distinta. Mientras que una avulsión se caracteria por un «colgajo» de piel extirpado, una amputación se caracteriza por la completa pérdida de un miembro.Esto puedo ocurrir en cualquier punto de la extremidad, y suele resultar en un sangrado arterial considerable.Sin embargo, aún siendo la herida tan grave, un miembro amputado que se enfría y se transporta al hospital, puede, en ocasiones, volver a unirse con cirugía.Tipos de heridas

Tipos de heridas
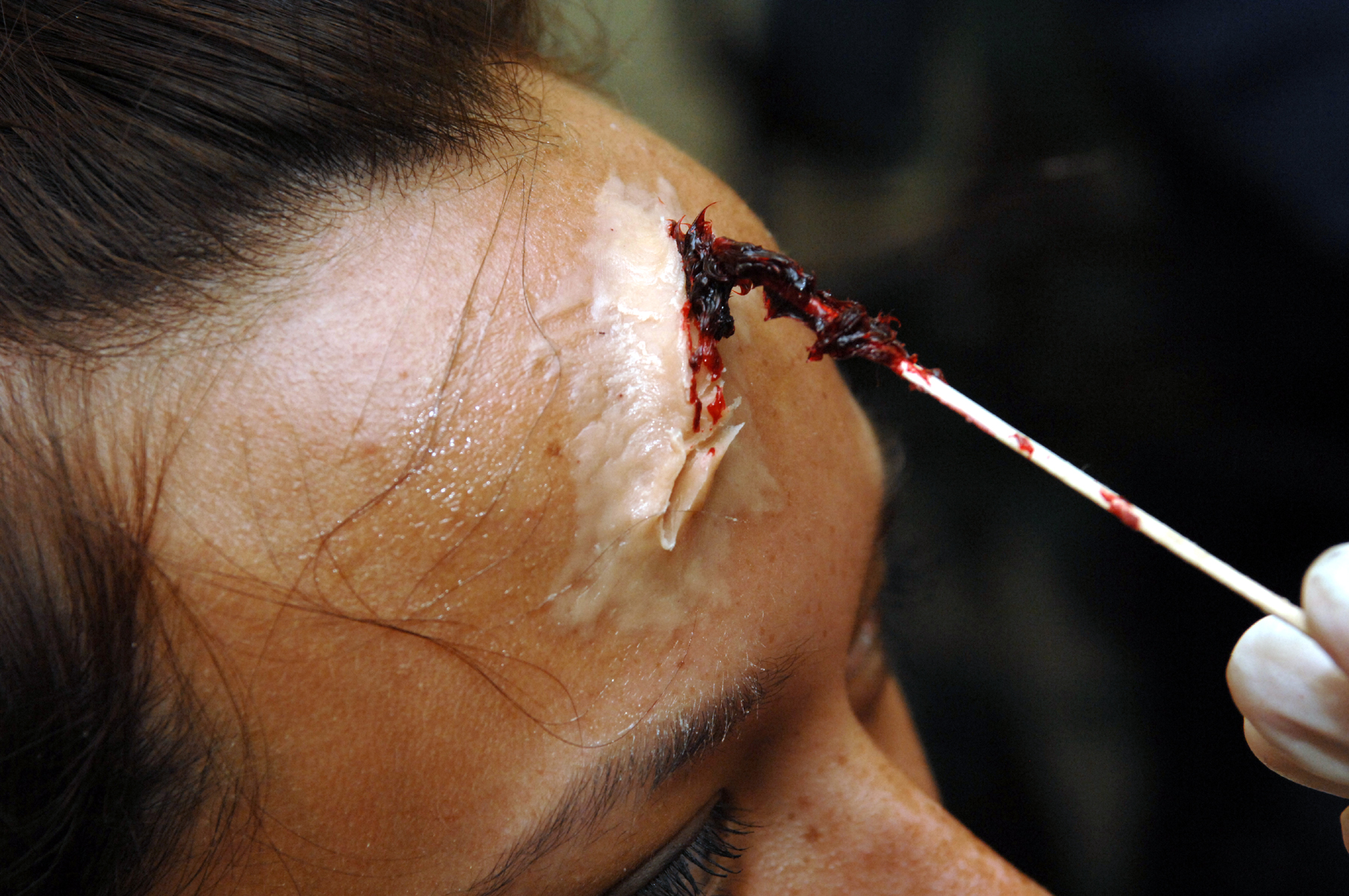
Moulage de una laceración
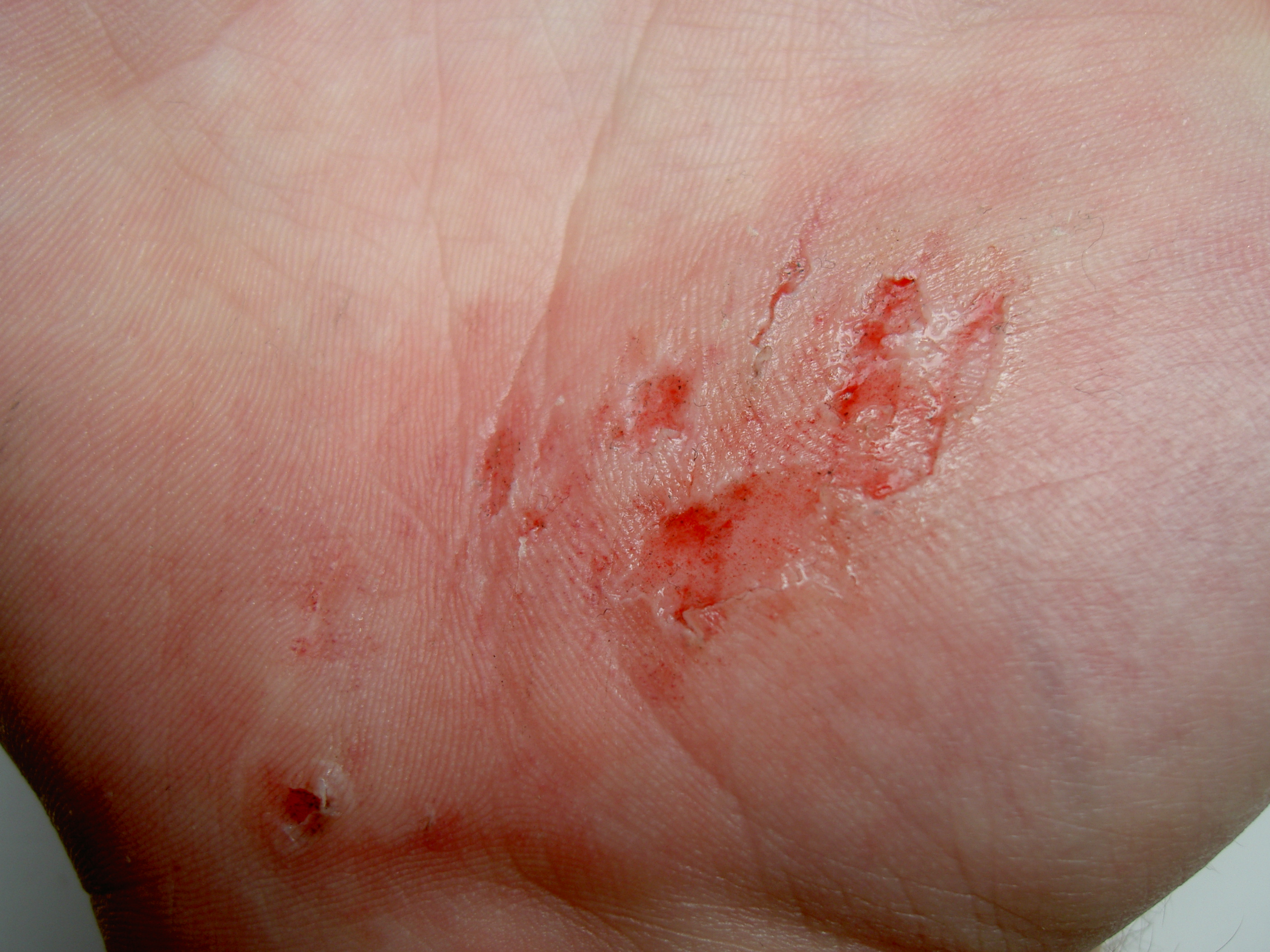
Abrasión en la palma de la mano
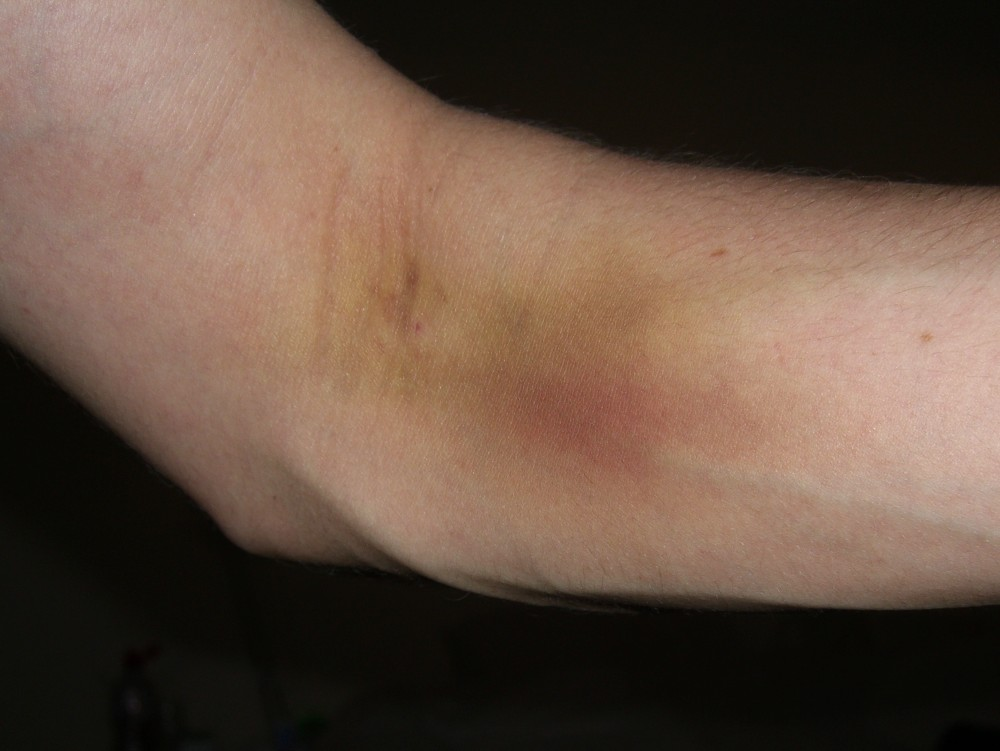
Contusión

## Vasos sanguíneos afectados
Las hemorragias externas en general son descritas en términos de origen de la circulación de la sangre por tipo de vasos.Las categorías básicas de las hemorragias externas son:
Hemorragia arterial: Como sugiere el nombre, la circulación de la sangre  se origina en una arteria. En este tipo de hemorragia, la sangre es habitualmente de un color rojo brillante a amarillento, debido al alto nivel de oxigenación.  La sangre suele salir de la herida a borbotones en lugar de hacerlo en un flujo constante; la sangre brota al ritmo de los latidos del corazón.La cantidad de pérdida de sangre puede ser abundante y ocurrir de forma muy rápida.
Hemorragia venosa: La sangre fluye desde una vena dañada. En consecuencia, es de un color negruzco (debido a la falta de oxígeno que transporta) y fluye de manera regular.Se sigue aconsejando precaución: aunque la pérdida de sangre pueda no ser arterial, puede ser considerable y producirse a una velocidad sorprendente si no se interviene.
Hemorragia capilar: Normalmente se produce en heridas superficiales, como en abrasiones. El color de la sangre puede variar bastante (la porción distal de la circulación con una mezcla de sangre oxigenada y sin oxigenar) y, por lo general supura en pequeñas cantidades, en vez de fluir o salir a chorro.

## Tratamiento de una herida externa
El tipo de herida (incisión, laceración, punción, etc.) tiene un efecto importante en el modo en que se trata una hemorragia, así como la zona del cuerpo afectada y la presencia de objetos extraños en la misma.Los principios básicos para el tratamiento de una hemorragia son:

### Elevación
La elevación es comúnmente recomendada para controlar una hemorragia.Algunos protocolos siguen incluyéndola, aunque algunos estudios recientes no han encontrado evidencias de su efectividad y fue eliminada de las guías de soporte vital de trauma prehospitalario (PHTLS) en 2006.

### Presión directa
Ejercer presión con la mano en la herida constriñe los vasos sanguíneos, ayudando a frenar el flujo de sangre. Al aplicar presión, el tipo de dirección de la herida puede tener un efecto. Por ejemplo, un corte longitudinal en la mano podría abrirse al cerrar la mano en un puño, mientras que un corte transversal podría sellarse al hacer el mismo gesto.Un paciente puede ejercer presión directamente en su propia herida si su nivel de consciencia se lo permite.Lo mejor sería poner un protector, como una gasa estéril poco adherente, entre quien ejercer presión y la herida para reducir la posibilidad de infección y ayudar a que la herida selle. Siempre se aconseja que las terceras personas que asistan a un paciente usen guantes médicos de látex o nitrilo para reducir el riesgo de infección o la contaminación de cualquier tipo.La presión directa puede utilizarse con algunos objetos extraños que sobresalen de una herida. Se colocan compresas a cada lado del objeto para empujar y sellar la herida (los objetos no deben retirarse nunca).

### Puntos de presión
En situaciones en las que la presión directa o la elevación no son posibles o resultan ineficaces, y existe el riesgo de desangramiento, algunos protocolos de entrenamiento son partidarios de aplicar los puntos de presión para constreñir la arteria principal que irriga el punto de sangrado.Suele realizarse en un lugar donde puede encontrarse el pulso, como la arteria femoral. La realización de la constricción de puntos de presión conlleva riesgos importantes, como la necrosis de la zona por debajo de la constricción y la mayoría de los protocolos dan un máximo de tiempo para la misma (generalmente sobre los 10 minutos).Sobre todo, existe un alto riesgo si se constriñe la arteria carótida en el cuello, pues el cerebro es sensible a la hipoxia y puede derivar en daño cerebral en cuestión de minutos tras ejercer la presión.La presión sobre la arteria carótida también puede provocar una bradicardia inducida por el tono vagal, que puede llegar a detener el corazón. Otros de los peligros asociados al uso del método de la constricción es la rabdomiólisis. Una acumulación de toxinas bajo el punto de presión que, si se libera de nuevo hacia el torrente sanguíneo, puede causar insuficiencia renal.

#### Epistaxis
La epistaxis, o hemorragia nasal, es un caso particular en el que casi todos los formadores de primeros auxilios enseñan el uso de los puntos de presión.El punto exacto está en la parte carnosa y blanda de la nariz que debería constreñir los capilares lo suficiente como para detener una hemorragia, aunque es evidente que no detiene el sangrado de la nasofaringe ni de los conductos lagrimales.

### Torniquete
Otro método para conseguir la constricción de la arteria es un torniquete (una venda atada con fuerza alrededor de una extremidad para contener el flujo de la sangre.Los torniquetes se hacen de forma rutinaria para llevar las venas a la superficie para su canulación, aunque su uso en medicina de urgencias es más limitado. El uso del torniquete está restringido a los profesionales en la mayoría de países, como a los médicos y paramédicos, pues es a menudo considerado fuera del alcance de los primeros auxilios y de quienes actúan de buena fe como buenos samaritanos. Una clara excepción es el ejército, pues muchos soldados llevan un torniquete como parte de su botiquín personal. 
Los torniquetes improvisados, además de crear potenciales problemas para el tratamiento médico persistente del paciente, no suelen lograr la fuerza necesaria para comprimir las arterias del miembro como es debido.Como resultado, no solo no consiguen detener la hemorragia arterial, sino que, de hecho, provocar un mayor sangrado al afectar al flujo sanguíneo venoso.

### Agentes coagulantes y medicación
Algunos protocolos abogan por el uso de agentes acelerantes de la coagulación, que pueden aplicarse en forma de polvo o gel, administrarse previamente en un apósito o bien mediante una inyección intravenosa. Esto puede ser especialmente útil en situaciones en las que la hemorragia no está coagulando, lo que puede ser debido a factores externos como el tamaño de la herida o factores médicos como la hemofilia. Hay pocas o escasas pruebas que apoyen el uso de factores de coagulación para detener o prevenir el sangrado en personas no hemofílicas; para prevenir la muerte. El fibrinógeno profiláctico puede reducir el riesgo de hemorragia después de una cirugía cardíaca u ortoscópica y el factor XII profiláctico puede ser eficaz después de una cirugía cardíaca; no obstante, ambos medicamentos requieren ensayos clínicos aleatorios de alta calidad para conocer mejor los posibles beneficios y riesgos.El factor VIIa recombinante (rFVIIa) no cuenta, desde 2012, con el respaldo de la evidencia clínica para la mayoría de los casos de hemorragia grave. Su uso conlleva un riesgo significativo de trombosis arterial, por lo que solo debería utilizarse en ensayos clínicos o con pacientes con deficiencia de factor VII.

## Tratamiento de una hemorragia interna
Las hemorragias internas (en general en el torso) son más difíciles de tratar que las hemorragias externas, aunque a menudo tienen una causa externa.Los principales riesgos del sangrado interno incluyen el shock hipovolémico (derivando en desangramiento), causando un taponamiento cardíaco o un hemotórax en el pulmón.El aneurisma aórtico es un caso particular en el que la aorta, el vaso sanguíneo principal del cuerpo, se rompe por una fragilidad inherente, por lo que un esfuerzo, una presión sanguínea elevada o movimientos bruscos pueden provocar un fallo catastrófico repentino. Esta es una de las emergencias más serias a las que un paciente puede enfrentarse, pues el único tratamiento es una intervención quirúrgica de urgencia.
En el caso de que el sangrado causado por una fuente externa (trauma, herida penetrante), el paciente suele inclinarse hacia el lado lastimado para que el lado «bueno» pueda seguir funcionando correctamente, sin que la sangre de dentro de la cavidad corporal interfiera.
El tratamiento de una hemorragia interna está fuera del alcance de los primeros auxilios básicos y, la persona que los preste, debe considerar que son potencialmente mortales. El tratamiento definitivo para un sangrado interno es siempre el tratamiento quirúrgico y el asesoramiento médico debe ser solicitado por cualquier víctima con sangrado interno.